# Brama (zoologia)
Brama è un genere di pesci ossei marini appartenenti alla famiglia Bramidae.

## Distribuzione e habitat
Questi pesci si incontrano sono diffusi in tutti gli oceani, con l'eccezione delle regioni polari.

Nel mar Mediterraneo è presente la specie Brama brama.

Popolano acque mediamente profonde.

## Descrizione
I pesci del genere Brama presentano un corpo alto, molto compresso ai fianchi, con profilo dorsale e ventrale piuttosto convessi. Le pinne pettorali sono grandi e allungate, la caudale ampia e fortemente forcuta, la pinna dorsale e quella anale hanno i primi raggi allungati, per poi abbassarsi e proseguire fino al peduncolo caudale specularmente.

La livrea di ogni specie è tendenzialmente grigio argentea, più chiara sul ventre.

La lunghezza massima varia secondo la specie, dagli 8 cm di Brama pauciradiata ai 100 cm di  Brama brama.

## Riproduzione
Sono specie ovipare.

## Alimentazione
Sono specie predatrici: si nutrono di piccoli pesci, crostacei, cefalopodi e gasteropodi.

## Predatori
I Brama sono predati da squali, pesci spada, tonni e lampughe

## Pesca
Tutte le specie sono pescate, più o meno intensamente, per l'alimentazione umana. Non ha grande valore commerciale.

## Specie
Al genere appartengono 8 specie:
- Brama australis
- Brama brama
- Brama caribbea
- Brama dussumieri
- Brama japonica
- Brama myersi
- Brama orcini
- Brama pauciradiata[1]